# Charlotte Milchard
 (novembre 2018).
Si vous disposez d'ouvrages ou d'articles de référence ou si vous connaissez des sites web de qualité traitant du thème abordé ici, merci de compléter l'article en donnant les références utiles à sa vérifiabilité et en les liant à la section « Notes et références ».
Charlotte Milchard, née le 13 décembre 1977 à Barking, est une actrice britannique.

## Biographie
Elle est connue pour Phénomènes paranormaux (2009), Scott et Sid (2018) et MindFlesh (2008), rôle pour lequel elle a appris à marcher sur des échasses. 
Elle a passé les premières années de son enfance à vivre en Asie lorsque le travail de son père en tant que scientifique a conduit la famille à parcourir la plus grande partie du monde. Elle a étudié à la prestigieuse Académie de Théâtre Italia Conti à Londres qui fut également celle de Noël Coward. 
En 2002, elle monte une pièce à Londres dans laquelle elle joue le rôle principal et produit également intitulée Pulling Me Out From Inside. Elle a fait don de tous les bénéfices à l'association caritative Terrence Higgins Trust ; l’un des premiers organismes de bienfaisance créés en réponse à l’épidémie de VIH. 
De 2004 à 2012, elle a notamment joué des rôles dans plusieurs courts-métrages tels que L'Avortement du poulet (2006) de Martin Pinotti, Second Chance (2006) d'Andy Bell, Le côté obscur de la rue (2007) d'Aidan Crowler ou encore de Legion (2010) de Peter Meakin. 
Elle a également participé à Delightfully Awkward Comedy, réalisé par Gemma Baukham pour la BBC.